# Ataenius imbricatus
Ataenius imbricatus är en skalbaggsart som beskrevs av Melsheimer 1845. Ataenius imbricatus ingår i släktet Ataenius och familjen Aphodiidae. Inga underarter finns listade.